# 悪の紋章
『悪の紋章』（あくのもんしょう）は、橋本忍の小説。また、それを原作とした映画、テレビドラマ。

## 概要
小説は「サスペンス小説」と称され、『朝日新聞』に1962年に連載、単行本は朝日新聞社から出版された。1964年に映画化、1965年と1979年に2度にわたりテレビドラマ化された。

## ストーリー
警部補・菊地正明は、ある時、周囲の裏切りなどによって悪徳警察官の汚名を着せられ、社会的に地位を失おうとしていた。出所後、菊地は稲村清一と名を変え、自分を陥れたヤクザの花井、新聞記者の岩崎、自分を裏切った妻の恵美子らに対し、復讐を誓う。そして、自分が転落するきっかけとなった事件の裏に潜む悪と対決することとなる。

## 1964年映画版
- 公開年月日：1964年7月11日
- モノクロ・スタンダード・サイズ・シネマスコープ
- 上映時間：131分
- 制作：宝塚映画
- 制作・配給：東宝

### スタッフ
- 製作：藤本真澄、三輪礼二
- 原作：橋本忍
- 脚本：橋本忍、広沢栄、堀川弘通
- 撮影：逢沢譲
- 美術：松山崇
- 録音：中川浩一
- 照明：石井長四郎
- 音楽：黛敏郎
- 編集：黒岩義民
- 監督：堀川弘通

### キャスト
- 山﨑努 （稲村清一 = 菊地正明）
- 新珠三千代 （浅井節子）
- 岸田今日子 （高沢光江）
- 佐田啓二 （高沢重治）
- 北あけみ （小原恵美子）
- 大坂志郎 （塚本興信所・松野）
- 志村喬（塚本興信所所長・塚本）
- 吉川雅恵
- 清村耕次
- 戸浦六宏（日進商事・柴田社長）
- 佐藤慶（日進商事・江口専務）
- 安部徹
- 矢吹寿子
- 富田恵子
- 清水元
- 谷晃
- 沢村いき雄
- 佐田豊
- 内田朝雄
- 楠義孝
- 広瀬正一
- 山村弘三
- 遠藤辰雄
- 柳川清
- 古田俊彦
- 志摩靖彦
- 池田生二
- 加藤茂雄
- 松居茂美
- 富士乃章介
- 瀨川恭助
- 牧野晃朗
- 加賀元女
- 吉川雅恵
- 松本徳二

## テレビドラマ

### 1965年版
1965年10月7日から1966年3月31日まで、NET（現・テレビ朝日）系列にて全26話が放送されたテレビドラマ。放送時間は毎週木曜日22:00～23:00。モノクロ16mmフィルムで放映。
- 東映チャンネル開局20周年特別企画の一環として、唯一東映にポジフィルムの保存が確認されている第1話が2018年11月に放映された。

#### スタッフ
- 原作：橋本忍
- 企画：片岡政義、落合兼武
- 脚本：橋本忍、今村文人、大和久守正
- 監督：永野靖忠、鈴木敏郎、北村秀敏
- 助監督：吉川一義 他
- 音楽：伊部晴美
- 撮影：藤井静
- 照明：島田宣代士
- 録音：上出栄二郎
- 編集：成島一城
- 美術：井上明
- 記録：伊沢章子
- 進行：山本剛正
- 装置：東和美術工芸社
- 制作：NET、東映テレビプロ

#### 主題歌
- 挿入歌：『あきらめ節』 歌：水原弘 （作詞：橋本忍、作曲：大久保徳二郎、編曲：小野崎孝輔　東芝レコード）

#### キャスト
- 天知茂 （稲村清一 = 菊地正明）
- 愛京子 （浅井節子）
- 多々良純 （蟹平）
- 神戸一郎 （花井）
- 高城丈二
- 園井啓介 （新聞記者・岩崎）
- 沢たまき （小原恵美子）
- 美川陽一郎
- 佐々木孝丸
- 高橋正夫 （日進商事・柴田社長）
- 渥美国泰 （日進商事・江口専務）
- 御木本伸介 （高沢重治）
- 磯部玉枝
- 太宰久雄
- 楠侑子
- 田武謙三

#### ゲスト出演
- 第1話 - 大泉滉、久松保夫、須藤健、藤江リカ、岩城力也、左とん平
- 第3話 - 春川ますみ、三条美紀、高橋元太郎
- 第4話 - 水原弘
- 第5話 - 三条美紀
- 第6話 - 三条美紀
- 第7話 - 水原弘
- 第8話 - 左とん平、藤岡重慶
- 第9話 - 春川ますみ、高美アリサ、松島アキラ
- 第10話 - 村上冬樹、久野四郎
- 第11話 - 飯田覚三
- 第12話 - 植村謙二郎、藤岡重慶
- 第13話 - 市村俊幸、簡野典子、藤山竜一
- 第14話 - 岩崎豊子
- 第15話 - 植村謙二郎、松島アキラ
- 第16話 - 沼田曜一、中村哲、香月三千代
- 第17話 - 水原弘、ロミ・山田、上田是好、宮浩一
- 第18話 - 小林裕子
- 第19話 - 小林裕子
- 第20話 - 植村謙二郎、沼田曜一
- 第21話 - 広村芳子
- 第22話 - 広村芳子
- 第24話 - 岩崎豊子、藤江リカ
- 第25話 - 広村芳子
- 第26話 - 中村哲

#### ソフト化
全話が収録されたDVD、ブルーレイの発売はされていない。

#### 前後番組
| NET（現・テレビ朝日）系 木曜22時台 | NET（現・テレビ朝日）系 木曜22時台 | NET（現・テレビ朝日）系 木曜22時台                            |
| 前番組                             | 番組名                             | 次番組                                                        |
| ---------------------------------- | ---------------------------------- | ------------------------------------------------------------- |
| アスファルトジャングル             | 悪の紋章                           | 戦国夫婦物語・功名が辻 ※ここから 『ナショナルゴールデン劇場』 |

### 1979年版
1979年1月20日から1979年2月24日まで、フジテレビ系列で『ゴールデンドラマシリーズ』の枠内で全6話が放送されたテレビドラマ。放送時間は毎週土曜日22:00〜22:54。
本作では、九十九里浜、箱根、秋芳洞など、野外ロケを多く行った。

#### スタッフ
- 原作：橋本忍
- 企画：村上光一
- プロデューサー：中村敏夫
- 脚本：国弘威雄
- 演出：杉田成道
- 演出補：酒井彰
- 音楽：菊池俊輔
- 音響効果：遠藤一男
- 擬闘：伊奈貫太
- 記録：富沢祐子
- 技術：杉山久夫
- 照明：本間利明
- カメラ：竹越由幸
- 映像：皆川慶助
- 音声：三井登
- 録画：遠藤晴夫
- 写真撮影：滝譲二
- 美術：妹尾河童
- 美術制作：前田進
- 美術進行：山本修身
- 大道具：小川建治
- 装飾：久保田善行
- 持道具：荒木邦世
- 衣裳：海州弘二
- メイク：飯田典代
- 視覚効果：木原正
- タイトル：川崎利治
- 制作主任：森井勝美
- 制作協力：フジプロ

#### 主題歌
- 『ぬくもり』 歌：三浦洋一とシンガポールナイト （作詞・作曲：宇崎竜童）

#### キャスト
- 古谷一行 （稲村清一 = 菊地正明）
- 桃井かおり （浅井節子）
- 中条静夫 （松野耕造）
- 渡瀬恒彦
- 佐分利信（特別出演）
- 夏桂子
- 平田満 （城南署刑事・大西）
- 三木敏彦 （城南署刑事・入江）
- 志賀勝 （蟹平） - 第3話・第4話
- 真行寺君枝 （松野年江）- 第3話・第5話・第6話
- 伊佐山ひろ子 - 第2話、第3話、第6話
- 横山リエ （小原恵美子＝菊地の元妻）、
- 綿引洪 （日進商事専務・江口泰弘）
- 新田昌玄 （日進商事社長・柴田欣一）- 第4話～第6話
- 草薙幸二郎 （興信所所長・塚本）
- 成瀬正 （三井興業組員・花井和夫）
- 粟津號 （三井興業組員・斉藤鉄雄）

#### ゲスト出演
第2話
金井大、矢野宣、堺左千夫、北浦昭義、井上博一、有馬昌彦、湯沢勉、伊藤豪、橋本晴子、安永憲司、藤田安男、森愛、山崎満、大矢兼臣、大和撫子、富田浩太郎、岩尾拓志、野上正、神戸素子、風間文野
第3話
井上博一、多田幸雄、吉原正浩、宮沢元、兼松隆、中林義明、桜井ヒロシ、中村まり子、畑中猛重、清水照夫
第4話
戸浦六宏、竹下江里子、兼松隆、中林義明、桜井ヒロシ、畑中猛重、今橋恒、相沢治夫、清水照夫
第5話
土方弘、前沢迪雄、山崎満、大阪憲
第6話
永谷悟一